# Birszaja
Birszaja (arab. برشايا) – wieś w Syrii, w muhafazie Aleppo. W 2004 roku liczyła 1448 mieszkańców.